# 勇士滩
勇士滩位于中国南沙群岛东北部，忠孝滩以东，神仙暗沙西北约7海里。水深约16米。1983年中国地名委员会公布的标准名称为“勇士滩”。西方文献一般称为“Leslie Bank”。